# Jeanne de Laval
Jeanne de Laval (Auray, 10 novembre 1433 – Maine e Loira, 19 dicembre 1498) fu la seconda moglie e Regina consorte di Renato d'Angiò, Re di Napoli, Sicilia, pretendente al trono di Gerusalemme, d'Aragona, Maiorca, Duca d'Angiò, di Bar e Lorena, Conte di Provenza e Piemonte. Per matrimonio Jeanne fu la matrigna di Margherita d'Angiò, moglie di Enrico VI d'Inghilterra.

## Biografia
Jeanne nacque in Bretagna, ad Array, il 10 novembre 1433 da Guy XIV de Laval e Isabella di Bretagna (1411-1444 circa). Da parte di madre era nipote di Giovanni VI di Bretagna e di Giovanna di Valois, una delle figlie di Carlo VI di Francia. Suo padre Guy combatté invece al fianco di Giovanna d'Arco; quando morì, gli successe il figlio François, che prese il nome di Guy XV de Laval. 
Jeanne aveva diversi fratelli e sorelle nati dal primo e dal secondo matrimonio del padre con Françoise de Dinan, ma molti di essi morirono durante l'infanzia.
Il 3 settembre 1454 suo padre redasse un contratto matrimoniale per legare la figlia a Renato d'Angiò, di oltre vent'anni più anziano di lei. Il matrimonio venne celebrato il 10 settembre ad Angers. Jeanne era la seconda moglie di Renato: la prima moglie, Isabella di Lorena, era morta nel febbraio precedente. Jeanne si ritrovò ad essere la matrigna di figliastri talvolta persino più anziani di lei, come Giovanni II di Lorena, Margherita d'Angiò e Iolanda d'Angiò. Il matrimonio fra Jeanne e Renato invece rimase senza figli.
I due vissero per alcuni anni fra Angers e Saumur, per poi trasferirsi, fra il 1457 e il 1462, in Provenza e poi ancora nell'Angiò fra il 1462 e il 1469.
Durante la loro permanenza in Provenza, Renato donò alla moglie la baronia di Les Baux-de-Provence; Jeanne tornò a vivere nella regione dal 1469 al 1480.
Renato morì il 10 luglio 1480, lasciando a Jeanne una discreta eredità in termini di proprietà nell'Angiò, Provenza e Barrois; le rimase anche il contado di Montmorency-Beaufort e la Signoria di Mirebeau. Dopo essere rimasta vedova, visse a Beaufort-en-Vallée fino alla morte, avvenuta il 19 dicembre 1498 allo Chateau de Beaufort-en-Vallée nella regione del Maine e Loira. Venne sepolta senza pompa nella Cattedrale di Angers.

## Jeanne de Laval nell'arte
Jeanne e suo marito compaiono dipinti nel trittico del Roveto ardente nella Cattedrale del San Salvatore di Aix-en-Provence, opera del pittore Nicolas Froment, e in un dipinto conservato presso l'Hôtel de Cluny. Nel Musée des monnaies, médailles et antiques, presso la Biblioteca nazionale di Francia vi sono due medaglie raffiguranti Jeanne e Renato datate al 1462. A Jeanne sono stati dedicati due monumenti, uno a Beaufort del 1842 e l'altro a Rosiers-d'Égletons del 1875.

## Ascendenza
|                           |                          |                                                | Genitori                                |  |  | Nonni |  |  | Bisnonni                      |  |  | Trisnonni                       |  |
|                           |                          |                                                |                                         |  |  |       |  |  | Raoul IX, signore de Montfort |  |  | Raoul VIII, signore de Montfort |  |
|                           |                          |                                                |                                         |  |  |       |  |  | Raoul IX, signore de Montfort |  |  | Raoul VIII, signore de Montfort |  |
|                           |                          | Isabeau de Lohéac, signora de La Roche-Bernard |                                         |  |  |       |  |  | Raoul IX, signore de Montfort |  |  |                                 |  |
| Guy XIII, conte de Laval  |                          |                                                |                                         |  |  |       |  |  | Raoul IX, signore de Montfort |  |  |                                 |  |
|                           |                          | Jeanne de Kergorlay                            | Jean, signore de Kergorlay              |  |  |       |  |  |                               |  |  |                                 |  |
|                           |                          | Jeanne de Kergorlay                            | Jean, signore de Kergorlay              |  |  |       |  |  |                               |  |  |                                 |  |
|                           |                          | Jeanne de Kergorlay                            | Marie de Leon                           |  |  |       |  |  |                               |  |  |                                 |  |
| Guy XIV, conte de Laval   |                          | Jeanne de Kergorlay                            |                                         |  |  |       |  |  |                               |  |  |                                 |  |
|                           |                          | Guy XII, signore de Laval                      | Guy X, signore de Laval                 |  |  |       |  |  |                               |  |  |                                 |  |
|                           |                          | Guy XII, signore de Laval                      | Guy X, signore de Laval                 |  |  |       |  |  |                               |  |  |                                 |  |
|                           |                          | Guy XII, signore de Laval                      | Béatrice de Bretagne, signora de Hédé   |  |  |       |  |  |                               |  |  |                                 |  |
| Anne, signora de Laval    |                          | Guy XII, signore de Laval                      |                                         |  |  |       |  |  |                               |  |  |                                 |  |
|                           |                          | Jeanne de Laval, signora de Châtillon          | Jean de Laval, signore de Châtillon     |  |  |       |  |  |                               |  |  |                                 |  |
|                           |                          | Jeanne de Laval, signora de Châtillon          | Jean de Laval, signore de Châtillon     |  |  |       |  |  |                               |  |  |                                 |  |
|                           |                          | Jeanne de Laval, signora de Châtillon          | Isabeau, signora de Tinténiac           |  |  |       |  |  |                               |  |  |                                 |  |
| Jeanne de Laval           |                          | Jeanne de Laval, signora de Châtillon          |                                         |  |  |       |  |  |                               |  |  |                                 |  |
|                           | Jean V, duca di Bretagna | Jean IV, duca di Bretagna                      |                                         |  |  |       |  |  |                               |  |  |                                 |  |
|                           | Jean V, duca di Bretagna | Jean IV, duca di Bretagna                      |                                         |  |  |       |  |  |                               |  |  |                                 |  |
|                           | Jean V, duca di Bretagna | Jeanne de Dampierre                            |                                         |  |  |       |  |  |                               |  |  |                                 |  |
| Jean VI, duca di Bretagna | Jean V, duca di Bretagna |                                                |                                         |  |  |       |  |  |                               |  |  |                                 |  |
|                           |                          | Jeanne de Navarre                              | Charles II, re di Navarra               |  |  |       |  |  |                               |  |  |                                 |  |
|                           |                          | Jeanne de Navarre                              | Charles II, re di Navarra               |  |  |       |  |  |                               |  |  |                                 |  |
|                           |                          | Jeanne de Navarre                              | Jeanne de France                        |  |  |       |  |  |                               |  |  |                                 |  |
| Isabelle de Bretagne      |                          | Jeanne de Navarre                              |                                         |  |  |       |  |  |                               |  |  |                                 |  |
|                           |                          | Charles VI, re di Francia                      | Charles V, re di Francia                |  |  |       |  |  |                               |  |  |                                 |  |
|                           |                          | Charles VI, re di Francia                      | Charles V, re di Francia                |  |  |       |  |  |                               |  |  |                                 |  |
|                           |                          | Charles VI, re di Francia                      | Jeanne de Bourbon                       |  |  |       |  |  |                               |  |  |                                 |  |
| Jeanne de France          |                          | Charles VI, re di Francia                      |                                         |  |  |       |  |  |                               |  |  |                                 |  |
|                           |                          | Elisabeth von Bayern-Ingolstadt                | Stephan III, duca di Baviera-Ingolstadt |  |  |       |  |  |                               |  |  |                                 |  |
|                           |                          | Elisabeth von Bayern-Ingolstadt                | Stephan III, duca di Baviera-Ingolstadt |  |  |       |  |  |                               |  |  |                                 |  |
|                           |                          | Elisabeth von Bayern-Ingolstadt                | Taddea Visconti                         |  |  |       |  |  |                               |  |  |                                 |  |
|                           |                          | Elisabeth von Bayern-Ingolstadt                |                                         |  |  |       |  |  |                               |  |  |                                 |  |